# 禮記雪糕

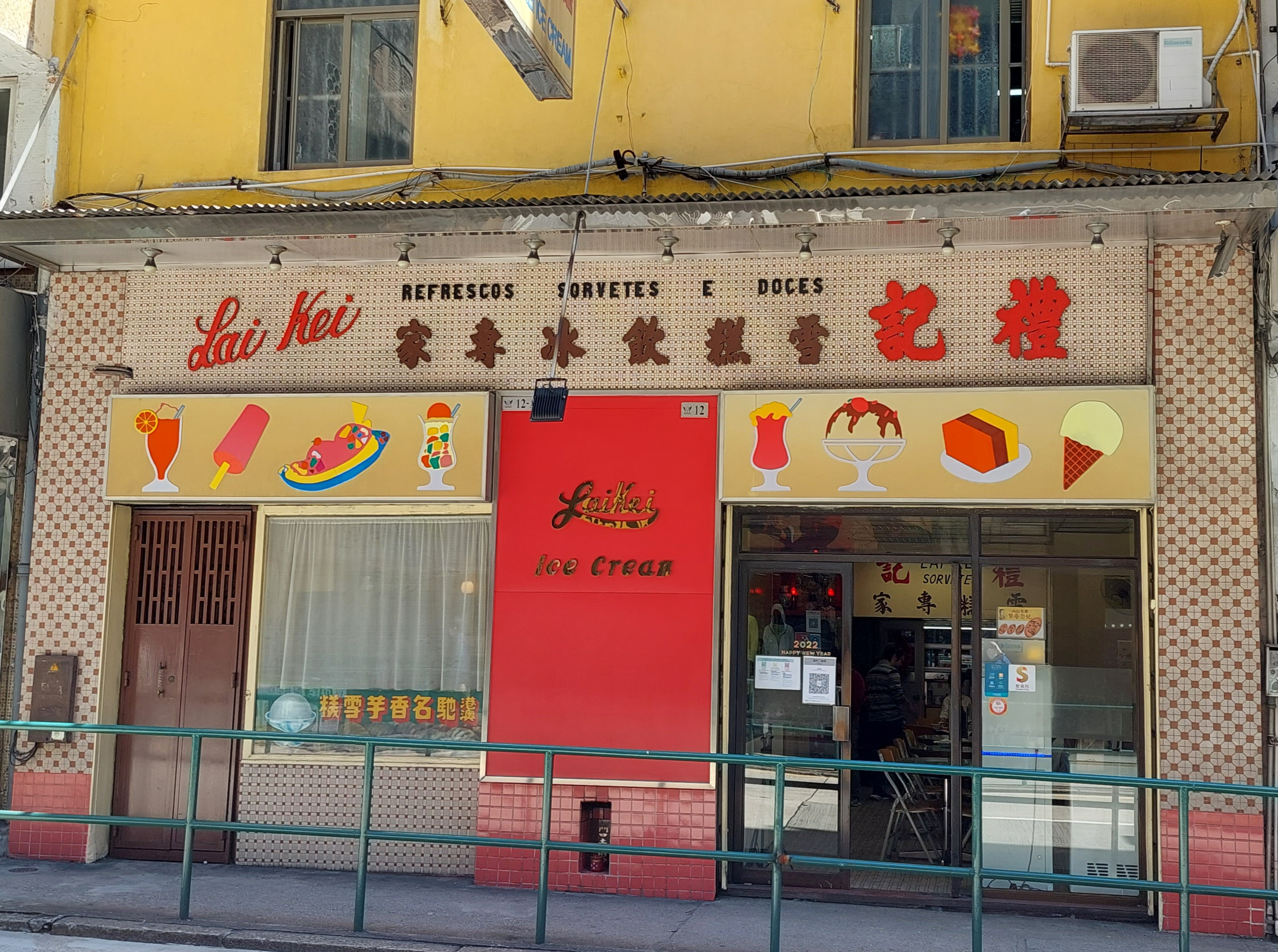
禮記雪糕飲冰專家

禮記雪糕（Lai Kei Ice Cream）是澳門一間老字號的冰室和冰淇淋品牌，於1933年由鄺禮敬先生創辦。起初以手推車沿路擺賣雪糕，後期從手推車路邊攤遷入店鋪內，直到1960年代遷往望德聖母堂和水坑尾街附近一段荷蘭園大馬路商鋪經營至今2019年入選「澳門特色老店」。

## 歷史
- 1933年，禮記雪糕正式創辦，初期以手推車沿路擺賣雪糕經營。
- 1960年代，遷往望德聖母堂和水坑尾街附近一段荷蘭園大馬路商鋪現址經營。[2]
- 1970-1980年代，禮記雪糕創辦人不僅研發出紅豆雪條、雪糕磚及雪糕三文治等產品，而其創辦人更親自設計“孖辮妹”商標作為該雪糕品牌的標誌。[1]
- 目前，禮記雪糕由第三代傳承人鄺永燦先生經營，店內外充滿懷舊樸素風格，具介紹該店是澳門碩果僅存的冰室之一。[1][3]
- 2019年2月，禮記雪糕被列入首批“澳門特色老店”評定名單。[4][5]

## 著名產品[6]
- 紅豆雪條
- 雪糕磚
- 雪糕三文治
- 雪糕杯
- 雪糕飲品

## 品牌合作
禮記雪糕曾與Lady M旗下的澳門兩間分店、OK便利店澳門各分店、澳門UNIQLO推出不同的期間限定產品，讓傳統老店帶出創新形象，產品包括蛋糕、雪糕和衣服。

## 相關事件

### 禮記餅家告禮記雪糕案
2022年3月7日，澳門特別行政區終審法院對一宗關於商標——「禮記Lai Kei」註冊申請上訴案作出裁決。判決指出禮記雪糕商標由禮記 Lai Kei及一名女孩的圖像組成」，並為享有聲譽的商標，故此確認拒絕「相似」商標註冊的決定。又指，持有「禮記Lai Kei及一名女孩的圖像組成」這商標的店鋪（即：「禮記雪糕」）被「澳門特色老店評定委員會」評定為「澳門特色老店」，「屬澳門歷史悠久的店鋪及具有特色的商標，而享有聲譽的商標會增加消費者對相似的商標產生混淆的風險，因為馳名商標會為消費者留下更持久的記憶」。
終審法院院長辦公室於2022年3月7日公佈該案件。
案情指，甲 (禮記餅家) 為兩項主要由“禮記餅家”四個中文字組成的商標的持有人，用以標示第30號及第29號的產品/服務類別，有效期分別至2025年7月7日及2026年8月31日。2018年11月30日，甲向澳門特別行政區政府經濟局申請註冊四項商標，用以標示第29號、第30號、第32號及第35號的產品/服務類別，上述商標由“禮記”兩個中文字及“LAI KEI”組成。2020年3月13日，經濟局知識產權廳廳長根據第97/99/M號法令核准《工業產權法律制度》第214條第1款a項及第9條第1款c項規定，拒絕上述四項商標的註冊申請。2020年5月4日，甲針對上述決定向初級法院提起上訴。初級法院在上述案件傳喚對立利害關係人乙 (禮記雪糕)。乙持有一項商標，用以標示第30號的產品/服務類別，該商標主要由“禮記”兩個中文字、“Lai Kei”及一名女孩的圖像組成，有效期至2026年5月5日。澳門特別行政區初級法院經審理後，裁定甲 (禮記餅家) 上訴理由成立，批准甲商標註冊的請求。
乙 (禮記雪糕) 一方不服，針對上述判決向澳門特別行政區中級法院提起上訴，其後中級法院裁定上訴理由成立，認為乙 (禮記雪糕) 的商標屬強商標，享有聲譽並屬馳名商標，廢止初級法院的裁決，確認當時經濟局拒絕商標註冊的決定。甲 (澳門禮記餅家) 不服中級法院裁決，指出該裁判因“遺漏審理”而存有無效的瑕疵，向終審法院提起上訴，請求廢止中級法院的合議庭裁判並維持初級法院之判決。
終審法院合議庭指出，中級法院之裁判並不存有任何“遺漏審理”的無效瑕疵。另一方面，根據《工業產權法律制度》第197條的規定，商標的“法律作用”是讓消費者識別某一產品或服務的來源，以區分在市場上生產或投放的另一產品或服務，商標應被理解為產品及服務在競爭中的獨特標記。因此，某一商標不可與之前已註冊的商標相同或相似，相似的程度不能使中等消費者產生混淆。甲申請註冊之商標與乙持有之商標所涉及產品或服務完全相同，兩者具有相同的文字表述“LAI KEI”及“禮記”。合議庭續指，乙的店鋪被“澳門特色老店評定委員會”評定為“澳門特色老店”，屬澳門歷史悠久的店鋪及具有特色的商標，而享有聲譽的商標會增加消費者對相似的商標產生混淆的風險，因為馳名商標會為消費者留下更持久的記憶。綜上所述，終審法院合議庭裁定禮記餅家一方 (甲方) 上訴敗訴。

## 外部連結
- 官方网站
- 禮記雪糕的Facebook專頁
- 澳門特色老店─禮記雪糕